# Massa mineral
Massas minerais é um conceito que tem de ter em conta dois domínios, o natural e o legislativo. Assim, massas minerais é um conjunto de minerais utilizáveis na forma em que são extraídos, isto é, não é necessário nenhum processo de beneficiação. Estas são de alto volume e baixo valor, pois quanto mais se gastar no seu processamento, beneficiação e metalurgia, mais caros são os materiais.
| Tipo de Recurso            | Extração | Beneficiação ou Tratamento | Metalurgia |
| -------------------------- | -------- | -------------------------- | ---------- |
| Minério (em g)             | Sim      | Sim                        | Sim        |
| Mineral industrial (em k)  | Sim      | Sim                        | Não        |
| Rocha/Massa Mineral (em t) | Sim      | Não                        | Não        |

g, em gramas; k, em quilos; t, em toneladas
As massas minerais são recursos minerais não metálicos, que constituem um grupo muito variado onde se inclui as rochas e ocorrências minerais que tem como primeira função a sua utilidade nos processos industriais de natureza diversa (ex.: construção civil).

Na legislação da indústria extrativa as massas minerais são definidas como rochas e ocorrências minerais que não estão legalmente qualificadas como depósitos minerais. As massas minerais integram-se no domínio privado dos recursos geológicos e, consequentemente, no regime de exploração de pedreiras. A exploração em regime de pedreira está destinada aos bens do domínio privado e o seu aproveitamento legal implica obrigatoriamente a obtenção prévia de uma licença de exploração, designada vulgarmente por licença de exploração de pedreira, emitida pelas Direções Regionais de Economia ou pelas Câmaras Municipais.

## Tipos de Massas minerais
Existem diferentes tipos de massas minerais, pelo que todo o tipo de rochas ornamentais e recursos destinados à indústria (da construção civil, indústria transformadora e/ou outras) estão incluídas nesta categoria de massas minerais. Assim, calcários, granitos, areias, seixos, argilas vermelhas, gesso, entre outros são alguns exemplos de massas minerais.

## Produção e Valor das Massas Minerais
|  |
|  |
|  |

Estes gráficos demonstram a importância do setor das massas minerais na economia do país (Portugal).

## Ligações Externas
- Direções Regionais de Economia
- Legislação da indústria extrativa